# Acacia enterocarpa
Acacia enterocarpa là một loài thực vật có hoa trong họ Đậu. Loài này được R.V.Sm. miêu tả khoa học đầu tiên.